# Uetikon am See
Uetikon am See (do 1977 Uetikon; gzu. Üedike, Üetike) – miejscowość i gmina (Politische Gemeinde) w północnej Szwajcarii, w kantonie Zurych, w okręgu (Bezirk) Meilen. Leży nad Jeziorem Zuryskim.

## Demografia
W Uetikon am See mieszka 6325 osób. W 2021 roku 21,6% populacji gminy stanowiły osoby urodzone poza Szwajcarią.

## Transport
Przez teren gminy przebiegają drogi główne nr 17 i nr 716.